# 세하다이스트렐라 치즈
세하다이스트렐라 치즈(포르투갈어: queijo Serra da Estrela 케이주 세하 다 이스트렐라[*])는 포르투갈의 이스트렐라산맥(세하다이스트렐라) 지역에서 생산되는 숙성 치즈이다.

## 역사
세하다이스트렐라 치즈는 포르투갈 중북부의 비제우현, 코임브라현, 카스텔루브랑쿠현, 구아르다현 등 베이라 고원 지역에서 수천 년간 생산되었으며, 로마 제국 군인으로 이베리아반도에 파견된 콜루멜라(서기 4~70년)의 기록에도 등장한다.
젖을 짜 세하다이스트렐라 치즈를 만드는 데 이용하는 '보르달레이라 세하다이스트렐라(Bordaleira Serra da Estrela)'와 '슈하 몬데게이라(Churra Mondegueira)' 품종 양은 이 지역의 비가 많이 오는 거칠고 긴 겨울과 덥고 건조한 여름 기후에 적응하였으나, 오늘날은 젖 생산량이 더 많은 외래종이 증가하고 방목 사육이 감소하여 많이 생산되지 않는다.
2008년 3월 4일부터 유럽 연합의 원산지 명칭 보호(PDO)를 받고 있다.
2014년에 슬로 푸드 선정 맛의 방주에 등재되었다.

## 만들기
주로 11월부터 3월까지 '보르달레이라 세하다이스트렐라' 또는 '슈하 몬데게이라' 품종 양의 젖과 카르둔에서 얻은 레닛을 사용해 치즈를 만든다. 양젖에 레닛을 넣고 섭씨 30도에서 45분간 응고시킨 뒤 천천히 걸러 만든 치즈를 온도 6~12도, 습도 80~95% 환경에서 30일 이상 숙성시키는데, 숙성 기간 동안 치즈를 자주 씻고 뒤집어준다. 납작하고 평평한 원기둥 모양 치즈가 만들어지는데, 윗부분이 살짝 불룩한 것이 특징이다.

## 특징
30일 정도 숙성시킨 치즈는 겉껍질이 부드럽고 연하며, 속은 흰색 또는 옅은 노란 빛을 띠는 흰색이며 아주 크리미하다. 달고 담백하며 약간 신맛이 난다.
120일 숙성시킨 치즈는 이름에 "벨류(velho→old)"가 붙는데, "케이주 세하다이스트렐라 벨류"는 겉껍질이 약간 쭈글쭈글하며 아주 단단하다. 속은 부드럽고 약간 왜그르르하며 겉 부분이 짙은 노란색 또는 주황색을 띤다. 풍미가 강하고, 약간 짜다.

## 쓰임새
포르투갈에서 명절 등에 즐겨 먹으며, 치즈와 바칼랴우를 사용하는 여러 요리에 쓰인다.

## 같이 보기
- 헤케이장 세하다이스트렐라